# 西多英治
西多 英治（にしだ えいじ）は、日本の都市プランナーで都市計画協会マスター都市プランナー。

## 主な経歴
1959～1946年 ユタカ株式会社マニラ駐在員。1964～1966年 トピー工業 市場課。1966～1968年 日本経済技術コンサルタント研究員。1968～1975年 株式会社総合開発機構起業部次長。1975～1998年 株式会社リジョナルプランニングインターナショナル代表。1977～2000年 株式会社地域計画連合代表。2001～2016年 同 相談役・監査役

## 代表的な業績
- 三河湊インダストリアルパーク開発構想・計画（株式会社総合開発機構 1968～1971）副主任
- タイ国サムサコン工業団地開発計画調査（国際協力事業団 1980～） 団長[6]。
- フィリピンカビテ輸出加工区 第１期事業の改修と第４期までの拡張計画（海外経済協力基金 1989年） 団長
- フィリピンリオチバニッケル開発関連施設整備事業地域開発調査団（国際協力事業団 1990）
- ジョルダン国観光開発計画調査・ジョルダン国南部地域工業開発計画調査（国際協力事業団）